# Dammartin-Marpain
 Dammartin-Marpain  es una población y comuna francesa, situada en la región del Franco Condado, departamento de Jura, en el distrito de Dole y cantón de Montmirey-le-Château.

## Demografía
| 207 | 216 | 193 | 189 | 175 | 227 |
| Para los censos de 1962 a 1999 la población legal corresponde a la población sin duplicidades (Fuente: INSEE [Consultar]) |     |     |     |     |     |